# 1941 v letectví

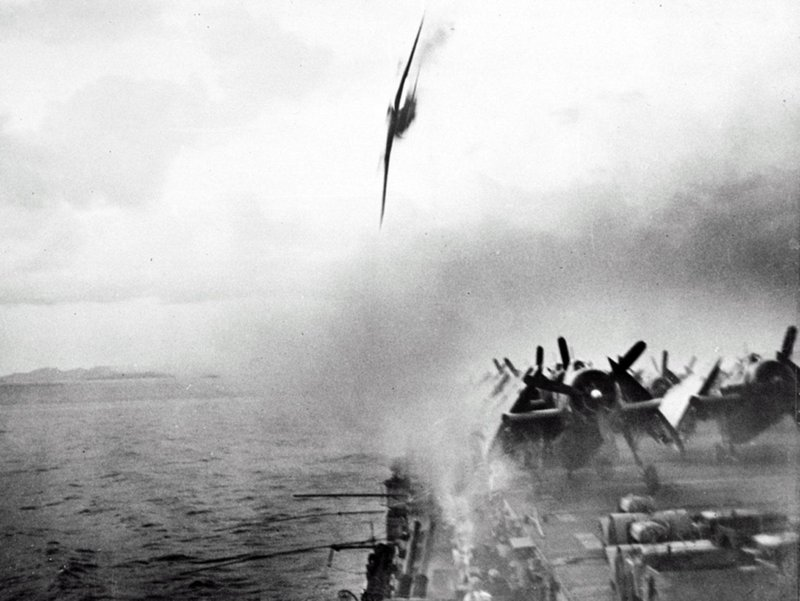
Letadlo v manévrech

Tento článek obsahuje seznam událostí souvisejících s letectvím, které proběhly roku 1941.

## Události

### Červen
- 22. června – Německo zahajuje útok na Sovětský svaz (Operace Barbarossa). Jen první den je zničeno 1200 sovětských letadel.

### Červenec
- 18. července – první letadlo RAF je vybaveno radarem

### Srpen
- 8. srpna – první nálet sovětských bombardérů Il-4 na Berlín. Letadla startovala z ostrova Saaremaa.[1]

### Prosinec
- 7. prosince – skoro 400 letounů z šesti letadlových lodí Japonského císařského námořnictva provádí překvapivý útok na Pearl Harbor. Následně vyhlašují Spojené státy americké válku Japonsku.
- 22. prosince – radarem vybavený Fairey Swordfish potápí v noci německou ponorku (U-451). Je to první takové vítězství.
- V noci z 28. na 29. prosince – Handley Page Halifax (sériové číslo L9613, trupový kód „NF-V“) 138. peruti RAF vysadil příslušníky československých výsadků Silver A, Silver B a Anthropoid do okupovaného Protektorátu Čechy a Morava.

## První lety
- Aeronca L-3
- Beechcraft AT-10 Wichita
- Curtiss O-52 Owl
- Kokusai Ki-76
- Kyushu K10W
- Maeda Ku-1
- Messerschmitt Me 323

### Leden
- Kawaniši H8K
- 9. ledna – Avro Lancaster, prototyp BT308 (tehdy ještě jako Avro Manchester Mk III)
- 11. ledna – Polikarpov I-185
- 29. ledna – Tupolev Tu-2

### Únor
- 15. února – Curtiss XP-46
- 19. února – Airspeed Cambridge
- 25. února – Messerschmitt Me 321

### Březen
- Kawasaki Ki-60

### Duben
- 2. dubna – Heinkel He 280
- 9. dubna – Piaggio P.111
- 10. dubna – Nakadžima G5N, japonský dálkový bombardér

### Květen
- Nakadžima J1N
- 6. května – XP-47B, prototyp stíhacího letounu Republic P-47 Thunderbolt
- 14. května – Grumman XP-50
- 15. května – Gloster E.28/39, první britské proudové letadlo
- 26. května – Kajaba Ka-1

### Červen
- 11. června – MiG DIS
- 14. června – Martin Model 187B
- 17. června – Brewster SB2A Buccaneer
- 27. června – Douglas XB-19

### Červenec
- Vultee V-72

### Srpen
- 1. srpna – Grumman TBF Avenger
- 8. srpna – Spencer Air Car

### Září
- 18. září – Curtiss XP-60

### Říjen
- Junkers Ju 252

### Prosinec
- Kawasaki Ki-61 Hien, japonský stíhací letoun
- 7. prosince – Nakadžima A6M2-N
- 22. prosince – Fairey Firefly, prototyp Z1826
- 22. prosince – Consolidated TBY Sea Wolf